# Hemisturmia parva
Hemisturmia parva är en tvåvingeart som först beskrevs av Jacques-Marie-Frangile Bigot 1889.  Hemisturmia parva ingår i släktet Hemisturmia och familjen parasitflugor. Inga underarter finns listade i Catalogue of Life.